# Romuald Vuillermoz
Pour les articles homonymes, voir Vuillermoz.
Romuald Benoît François Désiré Vuillermoz est un homme politique français, né le 6 février 1820 à Saint-Claude et mort le 25 décembre 1877 à Alger.

## Biographie
Vuillermoz étudie le droit pour être avocat, son père étant lui-même procureur du roi, et est reçu au barreau de Lons-le-Saunier en 1841.
Après le coup d’État du 2 décembre 1851, il est visé, à cause de ses opinions républicaines, par la loi de sûreté générale, autorisant la déportation sans procès des personnes considérées comme dangereuses. Il est « transporté » à Chéragas, puis s'installe à Alger après l'amnistie de 1859 comme avocat et devient bâtonnier.
Il est élu maire d'Alger le 9 octobre 1870, peu de temps après la proclamation de la Troisième République. Pour assurer le fonctionnement de l'État après l'expulsion, le 28 octobre, du gouverneur, le général Walsin-Esterhazy, et en raison de l'inaction de Gambetta, Vuillermoz est proclamé, le 8 novembre, gouverneur intérimaire. L'arrivée, le 17 novembre, de Charles du Bouzet, nommé « commissaire extraordinaire » par la métropole, permet de mettre un terme à cette situation inédite. Mais le climat à Alger reste tendu, aggravé par la signature de l'armistice franco-allemand et par les intentions insurrectionnelles de plusieurs autres communes de France. Du Bouzet déclare l'état de siège dans la ville (1er février 1871), mais les élections législatives du 8 février consacrent la municipalité. Le gouverneur est poussé vers la sortie, remplacé par Alexis Lambert. Vuillermoz est élu député et siège au sein du groupe de l'Union républicaine, du 2 juillet 1871 au 3 août 1872, date de sa démission.
Une place, parfois orthographiée « Wuillermoz », fut nommée en son honneur à Bab El Oued.

## Source
- « Romuald Vuillermoz », dans Adolphe Robert et Gaston Cougny, Dictionnaire des parlementaires français, Edgar Bourloton, 1889-1891 [détail de l’édition], à l'entrée « Wuillermoz, Benoît»